# Solanum violifolium
Solanum violifolium là loài thực vật có hoa trong họ Cà. Loài này được Schott ex Spreng. miêu tả khoa học đầu tiên năm 1827.